# Pjäs (vapen)
Pjäs eller artilleripjäs är en samlande benämning på kanoner, haubitser och granatkastare, det vill säga större typer av eldvapen.
Man skiljer mellan tunga och lätta pjäser. Till lätta pjäser räknas 20 mm automatkanoner, granatkastare och rekylfria pansarvärnskanoner.